# Západočeský krajský přebor 1970/1971
V soubojích Západočeského krajského přeboru 1970/71 (jedna ze skupin 5. nejvyšší fotbalové soutěže) se utkalo 14 týmů dvoukolovým systémem podzim – jaro. Tento ročník skončil v červnu 1971. 

## Výsledná tabulka
Zdroj:
| Poř. | Tým                        | Z  | V  | R  | P  | VG | OG | B  |
| ---- | -------------------------- | -- | -- | -- | -- | -- | -- | -- |
| 1.   | TJ Lokomotiva Cheb         | 26 | 15 | 6  | 5  | 46 | 23 | 36 |
| 2.   | TJ Škoda Ostrov (N)        | 26 | 14 | 6  | 6  | 37 | 19 | 34 |
| 3.   | VTJ Dukla Domažlice (S)    | 26 | 13 | 5  | 8  | 37 | 31 | 31 |
| 4.   | TJ Slavia Karlovy Vary „B“ | 26 | 11 | 8  | 7  | 49 | 31 | 30 |
| 5.   | TJ Sokol Staňkov           | 26 | 11 | 7  | 8  | 55 | 38 | 29 |
| 6.   | VTJ Dukla Sušice „B“ (N)   | 26 | 10 | 6  | 10 | 34 | 32 | 26 |
| 7.   | TJ Stará Role              | 26 | 10 | 6  | 10 | 33 | 32 | 26 |
| 8.   | TJ Baník Svatava (N)       | 26 | 9  | 8  | 9  | 38 | 37 | 26 |
| 9.   | TJ Tatran Sušice           | 26 | 6  | 12 | 8  | 32 | 41 | 24 |
| 10.  | TJ Baník Sulkov            | 26 | 9  | 5  | 12 | 47 | 54 | 23 |
| 11.  | Dukla Cheb „B“             | 26 | 11 | 1  | 14 | 39 | 47 | 23 |
| 12.  | VTJ Dukla Kralovice (N)    | 26 | 8  | 5  | 13 | 29 | 40 | 21 |
| 13.  | Dukla Janovice             | 26 | 7  | 4  | 15 | 29 | 55 | 18 |
| 14.  | TJ Slovan Plzeň            | 26 | 6  | 5  | 15 | 23 | 39 | 17 |

Poznámky:
- Z = Odehrané zápasy; V = Vítězství; R = Remízy; P = Prohry; VG = Vstřelené góly; OG = Obdržené góly; B = Body; (S) = Mužstvo sestoupivší z vyšší soutěže; (N) = Mužstvo postoupivší z nižší soutěže (nováček)

|  | Postup do Divize A 1971/72             |
|  | Sestup do příslušné I. A třídy 1971/72 |